# Мцитуридзе, Екатерина Акакиевна
Екатери́на Ака́киевна Мцитури́дзе (груз. ეკატერინე აკაკის ასული მწითურიძე; род. 10 января 1972, Тбилиси, Грузинская ССР) — российская телеведущая, киновед и кинокритик, бывший главный редактор журнала «Variety Russia», глава Роскино (в 2011—2020 гг.), киноэксперт Первого канала, автор концепции и генеральный продюсер СПММФ (Санкт-Петербургский международный медиа-форум).
Член Союза кинематографистов РФ, член Союза журналистов России и Международного союза журналистов, член Ассоциации международной кинопрессы ФИПРЕССИ, академик Национальной Академии кинематографических искусств и наук России, магистр исторических наук. В активе Екатерины — дипломы Каннского и Венецианского МКФ, AFM в Лос-Анджелесе.

## Биография

### Ранние годы
Родилась 10 января 1972 года в городе Тбилиси (Грузинская ССР, СССР).
В 1994 году окончила исторический и киноведческий факультеты Тбилисского государственного университета им. Ивана Джавахишвили. Диплом, который Екатерина защищала на историческом факультете, был посвящён итальянским миссионерам XVII века (её специальность — медиевистика), на киноведческом — творчеству Отара Иоселиани. За дипломную работу на историческом факультете Екатерина удостоена степени магистра исторических наук.

### Карьера
В 1991—1994 годах работала в Грузии — журнале «Синема», газете «Новинки экрана» и на втором канале грузинского телевидения.
В 1994 году переехала в Москву. В 1995 году стала помощником президента XIX ММКФ кинорежиссёра Сергея Соловьёва.
С 1996 года ведёт авторскую рубрику «Это кино» в утренней программе ОРТ (впоследствии — «Первого канала»).
В июне 2001 года была членом жюри FIPRESCI 23 Московского Международного кинофестиваля.
В мае 2002 года была членом жюри FIPRESCI 55 Каннского Международного кинофестиваля.
В июне 2003 года была членом жюри дебютных фильмов 25 ММКФ.
В май 2008 года была членом жюри «Особый взгляд» 61 Каннского международного кинофестиваля.
С мая 2008 года — учредитель и директор Российского павильона на Каннском международном кинофестивале.
В сентябре 2010 — январе 2011 годов вела североамериканскую PR и рекламную кампании фильма «Край» (реж. Алексея Учителя). Фильм получил номинацию на премию Иностранной прессы Голливуда HFPA — «Золотой глобус».
26 апреля 2011 года назначена генеральным директором ОАО «Роскино» (Совэкспортфильм).
С сентября 2011 года вела международную PR и рекламную кампании фильма «Фауст» (реж. А. Сокуров). Фильм получает главный приз — Золотого льва Св. Марка Венецианского международного кинофестиваля.
В июне 2012 года — проводит в рамках 34 ММКФ Первый Международный Передвижной Кинорынок российского контента «DOORS».
В ноябре 2012 года — заключает договор с крупнейшим интернет порталом США — HULU о дистрибуции 12 новых российских фильмов.
В мае 2014 года — заключает договор с HULU о дистрибуции российских телесериалов канала СТС.
В октябре 2014 — генеральный продюсер Санкт-Петербургского международного медиа-форума.
В 2015 году стала членом жюри 1-го Московского еврейского кинофестиваля, а в 2016 году — 2-го Московского еврейского кинофестиваля
В октябре 2017 года Мцитуридзе подробно рассказала прессе о том, что дважды, в 2003 году на Берлинском кинофестивале и в 2004 году на Венецианском кинофестивале, подверглась сексуальным домогательствам со стороны голливудского продюсера Харви Вайнштейна.
В декабре 2019 года министр культуры России Владимир Мединский сообщил о том, что Мцитуридзе скоро покинет пост руководителя Роскино. Отставка произошла в феврале 2020 года.